# Clavispora
Clavispora Rodr. Mir. – rodzaj grzybów należący do rodziny Metschnikowiaceae. Zaliczane są do drożdży.

## Systematyka
Pozycja w klasyfikacji według Index Fungorum: Metschnikowiaceae, Saccharomycetales, Saccharomycetidae, Saccharomycetes, Saccharomycotina, Ascomycota, Fungi.
Niektóre gatunki:
- Clavispora fructus (Nakase) Kurtzman, Robnett & Basehoar 2018
- Clavispora lusitaniae Rodr. Mir. 1979
- Clavispora opuntiae Phaff, M. Miranda, Starmer, Tredick & J.S.F. Barker 1986
- Clavispora reshetovae Yurkov, A.M. Schäfer & Begerow 2009
- Clavispora santaluciae Drumonde-Neves, Y.R. Domínguez & Franco-Duarte 2020

Wykaz gatunków i nazwy naukowe według Index Fungorum.